# Rally de Córcega de 1987
El Rally de Córcega de 1987, oficialmente 31ème Tour de Corse - Rallye de France fue la 31.º edición y la quinta ronda de la temporada 1987 del Campeonato Mundial de Rally. Se celebró entre el 7 y el 9 de mayo y contó con un itinerario de veinticuatro tramos sobre asfalto que sumaban un total de 618,20 km. Fue también la quinta ronda de la Copa Mundial de Producción y la cuarta del campeonato francés.
Tras la temporada 1986 donde varios accidentes mortales causaron la abolición de los vehículos de grupo B, la temporada 1987 arrancó con los coches de grupo A como protagonistas. En Córcega precisamente, se había producido el año anterior la muerte de Henri Toivonen y Sergio Cresto, hecho que propició de manera definitiva el cambio de normativa. Lancia se había mostrado como la mejor adaptada a este cambio, aunque otras marcas también lograron algún protagonismo como Mazda en Suecia o Renault y BMW en Córcega.
Unos 103 equipos se inscribieron en la prueba corsa, destacando cinco equipos oficiales: Lancia, que alineó sendos Lancia Delta HF 4WD para Bruno Saby, Miki Biasion y Yves Loubet; Ford con dos Ford Sierra RS Cosworth para los suecos Stig Blomqvist y Kalle Grundel; Renault con tres Renault 11 Turbo de tracción simple para Jean Ragnotti, François Chatroit y Alain Oreille; Volkswagen con un VW Golf GTi 16v para Kenneth Eriksson y BMW, que apostó por su BMW M3 E30 de tracción trasera y preparados por la británica Prodrive para el francés Bernard Béguin y el belga Marc Duez. Con sus respectivos Ford Sierra privados se encontraban el francés Didier Auriol y el español Carlos Sainz.
El francés Bernard Béguin fue el vencedor de esta edición, la primera y única victoria que lograría en el campeonato del mundo, al igual que el BMW M3, una de las últimas victorias para un modelo de tracción trasera en el WRC. Fue también el primer triunfo para Prodrive, que años más tarde en los años noventa lograría como preparador de Subaru varias victorias y el título mundial de marcas.
Al igual que en las dos ediciones anteriores la prueba estuvo marcada por la tragedia. El piloto amateur Jean Marchini que conducía un Peuget 205 GTI se salió de la carretera durante el noveno tramo, Canavaggia - Borgo, y su copiloto Jean-Michel Argenti salió despedido perdiendo la vida en el acto. A pesar de ello el rally continuó sin más, aunque suscitó las críticas de los medios que pusieron en entredicho las medidas de seguridad y la inutilidad de los cambios que la FISA había realizado como la prohibición de los grupo B. El presidente Jean Marie Balestre se refirió a la víctima como algo «desgraciadamente clásico y consustancial a esta carrera».

## Lista de inscritos
- Principales equipos.[6]

| N.º | Piloto             | Copiloto                  | Automóvil                  | Equipo                          |
| --- | ------------------ | ------------------------- | -------------------------- | ------------------------------- |
| 1   | Bruno Saby         | Jean-François Fauchille   | Lancia Delta HF 4WD        | Martini Lancia                  |
| 2   | Stig Blomqvist     | Bruno Berglund            | Ford Sierra RS Cosworth    | Ford Motor Co. Ltd.             |
| 3   | Jean Ragnotti      | Pierre Thimonier          | Renault 11 Turbo           | Philips Renault Elf             |
| 5   | Kenneth Eriksson   | Peter Diekmann            | Volkswagen Golf GTi 16V    | Volkswagen Motorsport           |
| 6   | Miki Biasion       | Tiziano Siviero           | Lancia Delta HF 4WD        | Martini Lancia                  |
| 7   | Kalle Grundell     | Terry Harryman            | Ford Sierra RS Cosworth    | Ford Motor Co. Ltd.             |
| 8   | François Chatriot  | Michel Perin              | Renault 11 Turbo           | Philips Renault Elf             |
| 9   | Yves Loubet        | Jean-Bernard Vieu         | Lancia Delta HF 4WD        | Martini Lancia                  |
| 10  | Bernard Béguin     | Jean-Jacques Lenne        | BMW M3 E30                 | Rothmans BMW Motul              |
| 11  | Didier Auriol      | Bernarnd Occelli          | Ford Sierra RS Cosworth    | Ford France                     |
| 12  | Bernard Darniche   | Alain Mahé                | Mercedes-Benz 190E 2.3 16V | Bernard Darniche                |
| 14  | Marc Duez          | Georges Biar              | BMW M3 E30                 | Prodrive BMW                    |
| 15  | Carlos Sainz       | Antonio Boto              | Ford Sierra RS Cosworth    | Marlboro Rally Team             |
| 16  | Alain Oreille      | Sylvie Oreille            | Renault 11 Turbo           | Philips Renault Elf             |
| 17  | Guy Fréquelin      | «Tilber»                  | Opel Kadett GSI 16V        | GM Euro Sport                   |
| 18  | Jean-Pierre Ballet | Marie-Christine Lallement | Peugeot 205 GTI 1.9        | Concessionnaires Peugeot France |
| 19  | Laurent Poggi      | Jean-Paul Chiaroni        | Volkswagen Golf GTi 16V    | Laurent Poggi                   |
| 20  | Patrick Bernardini | José Bernardini           | BMW M3 E30                 | Patrick Bernardini              |

## Itinerario
| Día   | Tramo | Nombre                            | Distancia | Ganador        | Tiempo | Líder          |
| ----- | ----- | --------------------------------- | --------- | -------------- | ------ | -------------- |
| Día 1 | SS1   | Ancien Penit. Colti - Albitreccia | 31,00 km  | Bernard Béguin | 20:50  | Bernard Béguin |
| Día 1 | SS2   | Petreto - Aullène                 | 20,00 km  | Bernard Béguin | 13:48  | Bernard Béguin |
| Día 1 | SS3   | Zérubia - Sainte Lucie de Tallano | 24,20 km  | Jean Ragnotti  | 14:49  | Bernard Béguin |
| Día 1 | SS4   | Levie - Sotta                     | 26,40 km  | Bernard Béguin | 17:25  | Bernard Béguin |
| Día 1 | SS5   | Aullène - Zicavo                  | 25,30 km  | Claude Balesi  | 18:43  | Yves Loubet    |
| Día 1 | SS6   | Muracciole - Pont de Noceta       | 21,00 km  | Bernard Béguin | 14:32  | Yves Loubet    |
| Día 1 | SS7   | Col de San Quillico - Carticasl   | 26,60 km  | Bruno Saby     | 20:15  | Yves Loubet    |
| Día 1 | SS8   | San Lorenzo - Ponte Leccia        | 28,40 km  | Bruno Saby     | 20:35  | Yves Loubet    |
| Día 1 | SS9   | Canavaggia - Borgo                | 29,10 km  | Bernard Béguin | 21:22  | Yves Loubet    |
| Día 2 | SS10  | Saint Florent - Col San Stefano   | 26,80 km  | Jean Ragnotti  | 20:53  | Yves Loubet    |
| Día 2 | SS11  | Barchetta - Silvareccio           | 30,90 km  | Jean Ragnotti  | 23:38  | Bernard Béguin |
| Día 2 | SS12  | Folelli - Sainte Lucie de Moriani | 18,40 km  | Jean Ragnotti  | 15:08  | Bernard Béguin |
| Día 2 | SS13  | Moriani Piage - Orsoni            | 20,10 km  | Jean Ragnotti  | 15:05  | Bernard Béguin |
| Día 2 | SS14  | Tallone - Feo                     | 29,80 km  | Didier Auriol  | 21:32  | Bernard Béguin |
| Día 2 | SS15  | Corte - Taverna                   | 26,80 km  | Bernard Béguin | 17:04  | Bernard Béguin |
| Día 2 | SS16  | Moltifao - Piogglola              | 28,50 km  | Bernard Béguin | 18:14  | Bernard Béguin |
| Día 2 | SS17  | Corbora - Calenzana               | 23,70 km  | Bernard Béguin | 14:31  | Bernard Béguin |
| Día 3 | SS18  | De la Serra - Pont des Cinque Arc | 28,70 km  | Jean Ragnotti  | 18:08  | Bernard Béguin |
| Día 3 | SS19  | Fango - Partinello                | 31,40 km  | Jean Ragnotti  | 23:03  | Bernard Béguin |
| Día 3 | SS20  | Pont d'Azzana - Suaricchio        | 21,60 km  | Bernard Béguin | 16:32  | Bernard Béguin |
| Día 3 | SS21  | Plaine de Peri - Casaglione       | 26,50 km  | Jean Ragnotti  | 18:47  | Bernard Béguin |
| Día 3 | SS22  | Sainte Marie Sicche - Moca        | 23,90 km  | Jean Ragnotti  | 17:22  | Bernard Béguin |
| Día 3 | SS23  | Bicchissano - Fillitosa           | 22,10 km  | Jean Ragnotti  | 15:25  | Bernard Béguin |
| Día 3 | SS24  | Fillitosa - Agosta Plage          | 27,00 km  | Jean Ragnotti  | 18:20  | Bernard Béguin |

## Desarrollo

### Día 1

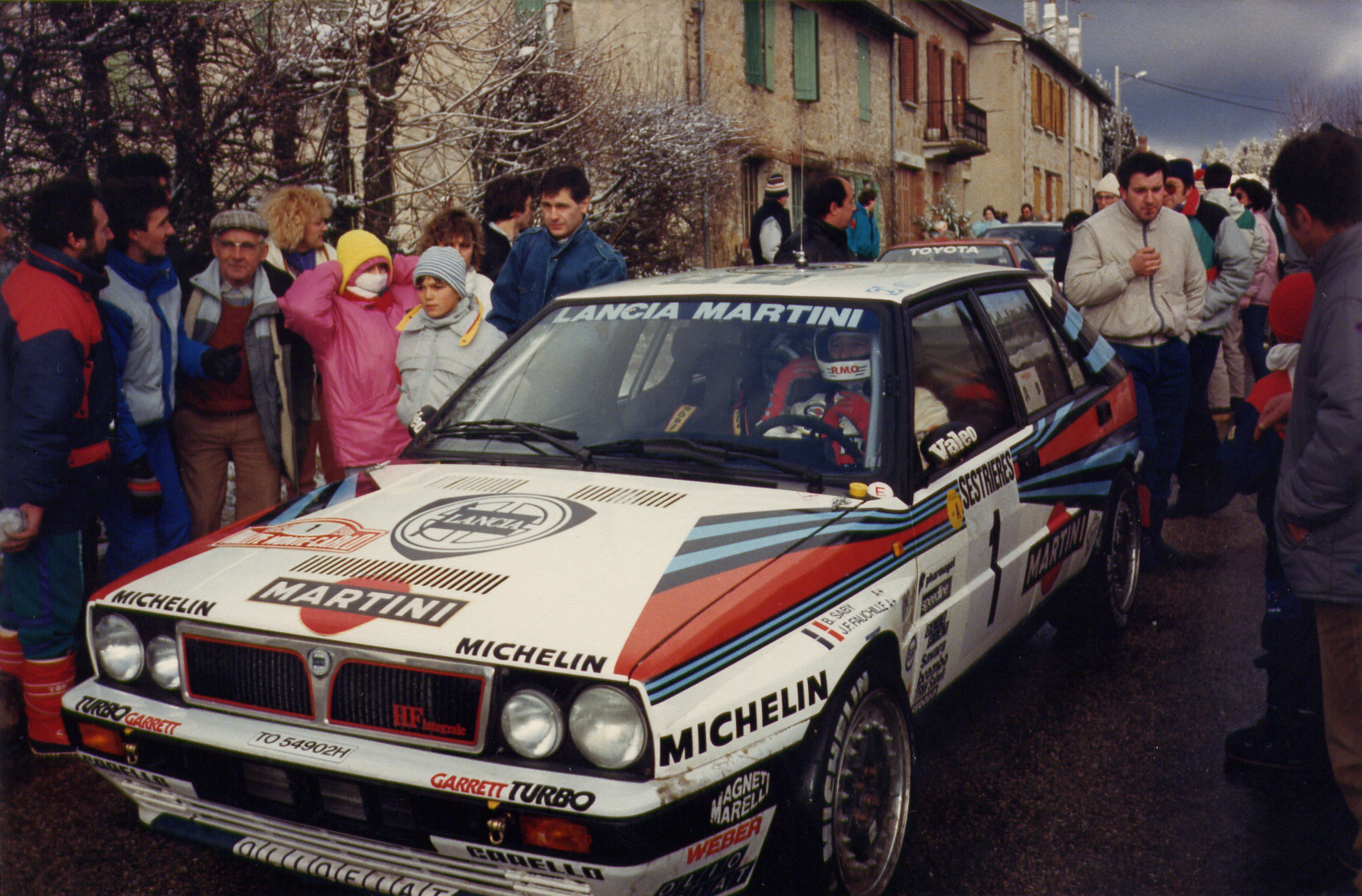
Bruno Saby, ganador de la edición anterior del rally de Córcega, disputó esta edición con Lancia y aunque marcó dos scratch nunca estuvo cerca de los líderes de carrera. Abandonaría en el décimo tramo tras la rotura de un diferencial. En la imagen durante el Rally de Montecarlo de 1989.

Era la primera carrera del año que se disputaría enteramente sobre asfalto, sin tener en cuenta el Montecarlo que ese año contó con mucha nieve, y con la nueva normativa estaba la duda sobre que configuración sería la más ideal para el suelo corso: los tracción total de Lancia, los tracción delantera como los Renault, o los trasera como los BMW o Ford. Por esta razón, los equipos miraban al cielo desde el primer día para prevenir la climatología que podría condicionar el resultado de la carrera. El jueves por la mañana los tramos estaban completamente secos y Bernard Béguin comenzó marcando el mejor tiempo en la primera especial. Tras él rueda Auriol con el Ford Sierra.  Enseguida se producen los primeros abandonos importantes como el del Ford de Kalle Grundell en el primer tramo, mientras que su compañero Blomqvist rompía un rodamiento y penalizaba en el siguiente enlace que lo hundía en la clasificación. Bernard Darniche, ganador de seis ediciones del rally, competía con un Mercedes-Benz 190E, mucho más pesado que su viejo Lancia Stratos con el que ganó en tres ocasiones, perdía una rueda además de toda opción a luchar por un buen resultado. Su compatriota Guy Fréquelin corría peor suerte y sufría problemas en el motor de su Opel hasta que no aguantó más y una avería lo obligó a abandonar. 
El primer susto importante del rally llegó cuando un piloto privado se salió de la carretera al intentar esquivar el Renault 11 de Alain Oreille, que se encontraba cambiando la correa del ventilador con el consecuente atropello a varios espectadores. Por suerte el suceso se saldó con varios heridos de consideración, pero sin lamentar la muerte de nadie.
Béguin marcó el mejor tiempo en tres tramos y marchaba al frente de la tabla, mientras que Jean Ragnotti se hacía con el otro de los cuatro tramos disputados hasta entonces, antes del primer reagrupamiento en Porto Vechio. Ragnotti logró el mejor crono tras montar los nuevos neumáticos Michelin en las ruedas delanteras, hecho que lo situaba a solo un segundo Béguin. A más de medio minuto rodaba en tercera posición Didier Auriol con el Ford Sierra RS Cosworth, cuarto Yves Loubet el primero de los Lancia y por detrás de él Carlos Sainz con otro Sierra. Por su parte, Bruno Saby ganador del año anterior en la isla, rodaba en sexta posición a minuto veinte del líder,  mientras que Biasion corría peor suerte y sufría problemas de diferencial en su Lancia Delta y era octavo. Eriksson con el VW Golf y Marc Duez con el otro BMW M3 completaban la lista de los diez primeros clasificados.
De repente, el cielo de Córcega comienza a oscurecerse y los equipos empiezan a dudar sobre que neumáticos montar. Justo al inicio del quinto tramo cae un chaparrón enorme que hace inviable mantener el coche dentro de la trazada incluso para Biasion, el único de los pilotos de arriba que decidió no arriesgar y salir con neumáticos de lluvia. Ragnotti con el R11 no solo se salió un par de veces sino que además pincha y tiene que terminar los diez kilómetros finales del tramo sobre una llanta perdiendo más de cinco minutos. Es tal el caos que el piloto Jean Pierre Ballet casi logra el scratch con su Peugeot 205 GTI hasta que el local Claude Balesi con su modesto R5 Turbo de grupo N logra batir su tiempo y adjudicarse el mejor crono del tramo, ayudado eso sí, por la retirada de la tormenta que dejó el asfalto mojado pero menos resbaladizo. La clasificación en este tramo dio un vuelco que deja Yves Loubet líder del rally, seguido de Auriol a 24 segundos y Béguin en tercera posición. 
El resto de tramos de la tarde se disputan sin tormenta pero con el piso mojado, situación perfecta para los Lancia que comienzan a mandar. Solo Béguin con su BMW es capaz de seguirles el ritmo y consigue adjudicarse el mejor tiempo en dos tramos mientras que Saby, que decidió montar un nuevo diferencial en su Delta, con su consecuente pérdida de tiempo, se lleva los otros dos. Loubet  llega líder al final del día con una ventaja de doce segundos sobre el BMW de Béguin, Biasion es tercero a minuto y medio y Saby quinto con el tercero de los Delta. Con menos fortuna Auriol, que cae a la carta plaza luego de romper el turbo y Sainz, en sexta posición, tras una importante fuga de aceite en su Ford.
Más atrás se encuentran Ragnotti, muy perjudicado por la trompa de agua y Chatriot, ambos a más de cinco minutos de la cabeza de carrera. En novena posición resiste Eriksson con el Golf y en décima posición Duez con el M3, menos rápido que su compañero pero decidido a terminar el rally. Peor suerte corrieron Oreille, hundido en la clasificación con el tercer Renault 11 Turbo oficial y Blomqvist, que rodaba en la 46.ª posición, por lo que el jefe de filas Peter Ashcroft decide retirarlo y centrar los esfuerzos en los Ford de Auriol y Sainz.
Durante la disputa del noveno tramo, el último de la jornada del jueves, y a diez kilómetros de Borgo, el piloto amateur Jean Marchini que conducía un Peuget 205 GTI se salió de la carretera y cayó por un enorme barranco quedando el coche totalmente destrozado. Aunque él se salva su copiloto Jean-Michel Argenti de 26 años de edad, salió despedido del habitáculo perdiendo la vida en el acto. A pesar de ello el rally continuó sin más y no tuvo las consecuencias ni la repercusión que otros accidentes similares habían acarreado en la isla corsa. Con todo, algunos medios de comunicación criticaron este suceso y pusieron en entredicho las medidas de seguridad y la inutilidad de los cambios de la FISA de cara a la temporada 1987.

### Día 2

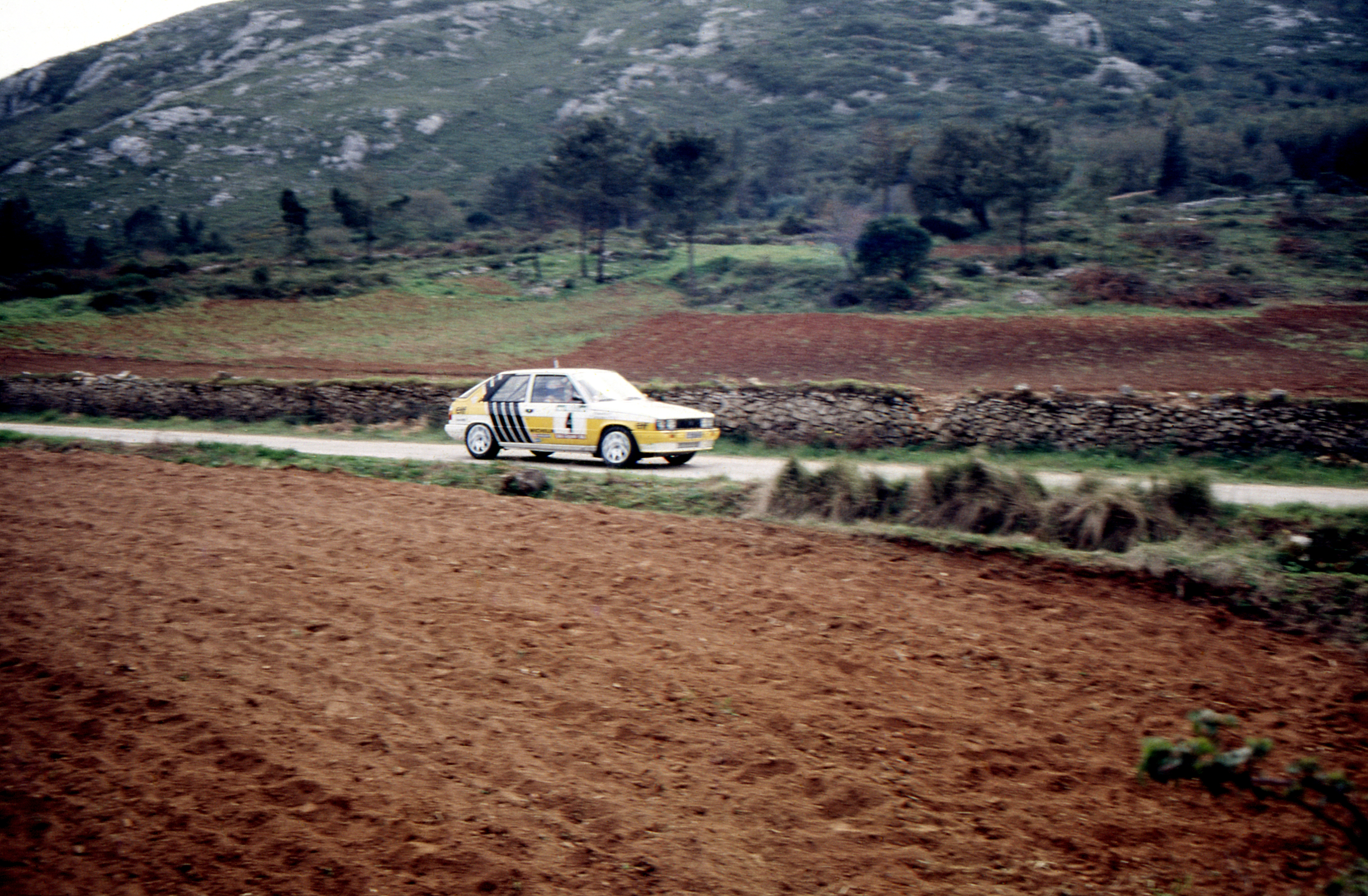
A pesar de ser el piloto con más scratch de la prueba, Ragnotti solo pudo ser cuarto aunque muy cerca del podio. En la imagen durante el rally de Portugal de ese año con el Renault 11 Turbo.

La segunda jornada de carrera, el viernes día 8, arrancó con los tramos totalmente secos, situación idónea para el BMW de Béguin. En cambio a Loubet le beneficiaba la lluvia para mantener el liderato. Sin embargo el francés golpearía con su Delta contra una piedra y pincharía una rueda que le hace perder medio minuto y la primera posición. De esta manera Béguin recupera la primera posición aunque el protagonista de la mañana no sería él sino otro francés. Jean Ragnotti que se encontraba a más de cinco minutos de la cabeza recuperaría terreno gracias a sus nuevos neumáticos y se marcaría el mejor crono en los primeros cuatro tramos del viernes. Esto no le serviría de mucho ya que en el quinto dañaría la carrocería de su Renault 11 Turbo y perdería más de cincuenta segundos. Auriol sería el más rápido en el tramo de Tallone - Feo, el único scratch que lograrían los Ford, en una especie de consuelo efímero ya que sus opciones se esfumarían luego al sufrir ambos la rotura de una rótula de suspensión de la rueda trasera izquierda. Sainz cae a la octava posición mientras que Auriol tiene menor fortuna al perder mucho tiempo en la asistencia y se hunde en la clasificación. En ese tramo otro piloto con problemas mecánicos sería Bruno Saby que golpeó su Delta y se vio obligado a retirarse con un diferencial roto. Sus compañeros de equipo Biasion y Loubet siguen en carrera, pero mientras el primero que rueda en tercera posición ve peligrar el podio tras los ataques de Ragnotti, el segundo va cediendo tiempo en cada tramo y el líder Béguin se encuentra ya a cincuenta segundos.
Los tres tramos de la tarde son rápidos, perfectos para la potencia del BMW de Béguin que marca el mejor tiempo en las tres especiales y aumenta su renta sobre Loubet en casi dos minutos. Tras él los dos Lancias y muy cerca los Renault de Ragnotti y Chatriot que ruedan con buen ritmo en todo momento. Sexto se encuentra Duez con el otro BMW que va recuperando terreno y séptimo Sainz a más de un cuarto de hora de la cabeza. Más atrás está su compañero Auriol que logró remontar hasta la décima posición tras los problemas de la mañana. En octava y novena posición se sitúan los pilotos privados Laurent Poggi con un VW Golf y Claude Balesi con su R5 GT Turbo grupo N. Entre los abandonos destacados está el de Eriksson que rompió el motor de su Golf.

### Día 3

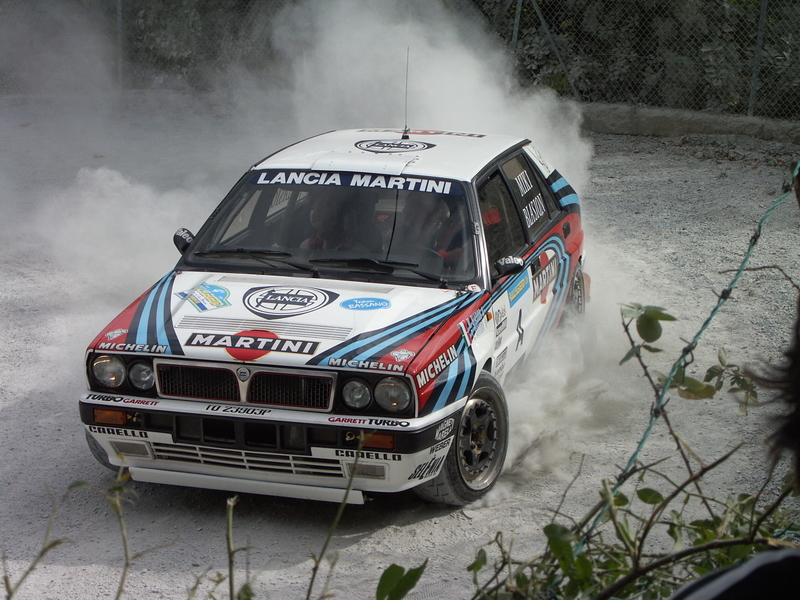
El italiano «Miki» Biasion que venía de vencer en Montecarlo logró el tercer puesto en Córcega, puesto que le servía para ascender a la segunda posición del campeonato de pilotos tras su compañero Juha Kankkunen que no había acudido a Córcega. En la imagen Biasion con el Delta durante el Rally Legend de 2006.

El sábado, el último día de rally, es la jornada con menos kilómetros por recorrer y algunos equipos sin más opciones piensan solo en terminar la carrera. En especial, Marc Duez y Sainz, cuyo copiloto Antonio Boto, solo piensa en regresar a Madrid ya que su mujer está a punto de dar a luz su primer hijo. En Renault tanto Ragnotti como Chatriot siguen empeñados en alcanzar el podio mientras que Oreille intenta resistir en lo más alto en la tabla para sumar todos los puntos posibles de cara al campeonato francés. Por su parte Auriol logró remontar a la octava plaza de nuevo con problemas mecánicos, esta vez en al suspensión, que le impiden dar caza a su compañero Sainz, novato en la isla corsa que logra terminar por delante de él en una meritoria séptima plaza. El francés se desquitaría al año siguiente logrando la victoria en Córcega, la primera de las seis que lograría en la isla.
En cabeza Béguin marcaría tan solo un scratch, en el tramo de Pont d'Azzana - Suaricchio, que aunque no ve peligrar el triunfo teme que una avería de última hora o una repentina lluvia de al traste con su primer triunfo mundialista. Loubet intentaría dar un golpe de teatro y decide montar neumáticos Pirelli, de compuesto blando, aunque apuesta es fallida, y no solo no logra recortar tiempo al BMW sino que pierde tiempo y antes del bucle final se encuentra dos minutos y medio de su rival. Más atrás, Ragnotti que no se rindió hasta el final sigue recortando tiempo a Biasion marcando el mejor tiempo un tramo tras otro y llega al último con una desventaja de 27 segundos, los mismos kilómetros que quedan por disputar. «Jeannot» tiene que recortarle un segundo por kilómetro y aunque lo intenta solo consigue recortarle seis décimas y termina el rally en cuarta posición a solo una docena de segundos de Biasion. De esta manera los dos Lancia terminarían en el podio, Loubet segundo, que tuvo que completar los últimos kilómetros sin la tercera velocidad y Biasion, el primero de los no franceses en la clasificación.
Más contentos Bernard Beguin y su copiloto Jean Jacques Lenne, que celebran la victoria, la primera y única en su carrera en el mundial y la primera también para el preparador británico Prodrive. Béguin que había logrado un podio en el rally de Córcega de 1982, había abandonado los rallyes en 1985 tras varios intentos fallidos con el Fiat 131 Abarth de Jolly Club, el Porsche 911 SC semioficial de Prodrive y el BMW M1 para volver a los circuitos con la marca alemana. Sin embargo el destino le acabaría gratificando con una victoria en la prueba de casa.
Con Béguin en lo alto del podio secundado por los Lancia de Loubet y Biasion, los dos Renault de Ragnotti y Chatriot terminaban en cuarta y quinta posición respectivamente, mientras que el belga Marc Duez, con el otro M3 y una actuación más discreta que su compañero de filas, lograba una sexta posición seguidos de los dos Ford Sierra de Sainz y Auriol. La novena posición fue para Alain Oreille con el tercer R11 y en décima posición completando las posiciones de puntos el Golf GTi de Laurent Poggi. En la copa de producción venció el R5 GT Turbo de Claude Balesi, seguido de los también franceses Laurent Albertini con el Alfa Romeo 75 Turbo y Jean-Claude Torre con otro R5.

## Clasificación final
| Pos.                       | Piloto               | Copiloto            | Automóvil               | Tiempo  | Diferencia | Puntos  |
| General                    | General              | General             | General                 | General | General    | General |
| -------------------------- | -------------------- | ------------------- | ----------------------- | ------- | ---------- | ------- |
| 1.                         | Bernard Béguin       | Jean-Jacques Lenne  | BMW M3                  | 7:22.30 | 0.0        | 20      |
| 2.                         | Yves Loubet          | Jean-Bernard Vieu   | Lancia Delta HF 4WD     | 7:24.38 | +2.08      | 15      |
| 3.                         | Miki Biasion         | Tiziano Siviero     | Lancia Delta HF 4WD     | 7:24.58 | +2.28      | 12      |
| 4.                         | Jean Ragnotti        | Pierre Thimonier    | Renault 11 Turbo        | 7:25.11 | +2.41      | 10      |
| 5.                         | François Chatriot    | Michel Périn        | Renault 11 Turbo        | 7:27.05 | +4.35      | 8       |
| 6.                         | Marc Duez            | Georges Biar        | BMW M3                  | 7:37.58 | +15.28     | 6       |
| 7.                         | Carlos Sainz         | Antonio Boto        | Ford Sierra RS Cosworth | 7:41.16 | +18.46     | 4       |
| 8.                         | Didier Auriol        | Bernard Occelli     | Ford Sierra RS Cosworth | 7:44.16 | +21.46     | 3       |
| 9.                         | Alain Oreille        | Sylvie Oreille      | Renault 11 Turbo        | 7:50.08 | +27.38     | 2       |
| 10.                        | Laurent Poggi        | Jean-Paul Chiaroni  | Volkswagen Golf GTI 16V | 7:52.52 | +30.22     | 1       |
| Copa Mundial de Producción |                      |                     |                         |         |            |         |
| 1. (11.)                   | Claude Balesi        | Jean-Paul Cirindini | Renault 5 GT Turbo      | 7:57:02 | 0.0        |         |
| 2. (13.)                   | Laurent Albertini    | Ange Pasquali       | Alfa Romeo 75 Turbo     | 8:01:16 | +4:14      |         |
| 3. (14.)                   | Jean-Claude Torre    | Patrick de la Foata | Renault 5 GT Turbo      | 8:05:42 | +8:40      |         |
| 4. (16.)                   | Jari Niemi           | Jacek Lewandowski   | BMW M3 E30              | 8:07:25 | +10:23     |         |
| 5. (17.)                   | Jean-Marie Santoni   | Marcel Cesarini     | Peugeot 205 GTI 1.9     | 8:07:32 | +10:30     |         |
| 6. (18.)                   | Petru Francescu Fazi | Jean-Marc Siaudeau  | Peugeot 205 GTI 1.9     | 8:11:57 | +14:55     |         |
| Campeonato de Francia      |                      |                     |                         |         |            |         |
| 1.                         | Bernard Béguin       | Jean-Jacques Lenne  | BMW M3                  | 7:22.30 | 0.0        |         |
| 2.                         | Yves Loubet          | Jean-Bernard Vieu   | Lancia Delta HF 4WD     | 7:24.38 | +2.08      |         |
| 3. (4.)                    | Jean Ragnotti        | Pierre Thimonier    | Renault 11 Turbo        | 7:25.11 | +2.41      |         |
| 4. (5.)                    | François Chatriot    | Michel Périn        | Renault 11 Turbo        | 7:27.05 | +4.35      |         |
| 5. (8.)                    | Didier Auriol        | Bernard Occelli     | Ford Sierra RS Cosworth | 7:44.16 | +21.46     |         |
| 6. (9.)                    | Alain Oreille        | Sylvie Oreille      | Renault 11 Turbo        | 7:50.08 | +27.38     |         |
| 7. (10.)                   | Laurent Poggi        | Jean-Paul Chiaroni  | Volkswagen Golf GTI 16V | 7:52.52 | +30.22     |         |